# گورستان دارگره
گورستان دارگره مربوط به دوره پهلوی است و در شهرستان قصر شیرین، بخش مرکزی، دهستان نصرآباد، روستای گراوه تازه آباد واقع شده و این اثر در تاریخ ۲۲ اسفند ۱۳۸۵ با شمارهٔ ثبت ۱۸۱۲۷ به‌عنوان یکی از آثار ملی ایران به ثبت رسیده است.